# Husayn ibn Ali
Husayn ibn ʿAlī ibn Abū Tālib (3. Shaabân 625 i Medina – 10. Muharram 685 ved Karbalā) var barnebarn af den muslimske profet Muhammed og søn af ʿAlī (den første imam og den fjerde historiske kalif) og Fātima al-Zahrā, datter af profeten Muhammad. Husayn er vigtig i islām, fordi han er medlem af Ahl al-Bayt (Muhammads husstand) og Ahl al-Kisā og shiitisk imam og en af de Fjorten Ufejlbarlige i tolver-shiismen.
Husayn ibn ʿAlī er æret som en martyr, som kæmpede mod tyranni, fordi han nægtede at sværge trosskab over for Yazid 1., umayyadernes kalif. Han gik i spidsen for at skabe et regime, som ville genindføre et "ægte" islamisk styre i modsætning til, hvad han betragtede som umayyadernes uretfærdige styre. Som konsekvens heraf blev han dræbt og halshugget under Slaget ved Karbalā i 680 (61 AH) af Shimr ibn Thil-Jawshan.  Hævnen for Husayns død blev til en samlende faktor, som hjalp med at underminere umayyade-kalifatet, og som gav næring til opblomstringen af en mægtig shia-bevægelse.

## Liv og levned
Han og hans broder, imam Hasan, var de eneste efterkommere af Muhammed, som stadig var i live. Efter sin broders død overtog han imamatet. I mellemtiden havde Yazīd ibn Muʿāwiya sikret sig magten, da hans fader Muʿāwiya, trods en aftale om ikke at overlade Yazīd tronen, alligevel gjorde det. Yazīd beordrede straks imam Husayn til at sværge ham troskab, hvilket han nægtede ikke mindst på grund af Yazīds åbenlyse hykleri. Imām Husayn ville aldrig acceptere det, da det ville resultere i islams undergang. 
Det blev begyndelsen til Yazīds forfølgelse af imam Hussein og hans ledsagere. På grund af ham drog imam Hussein til Medina, hvor han levede et tilbagetrukket liv. Selv i Medina lod man ham ikke leve i fred, og han blev tvunget til at søge ly i Mekka, hvor han også blev dårligt behandlet: Yazīd var opsat på at myrde ham i Kaba'ens midtpunkt.
Imam Husayn søgte derfor ly i byen Kūfa. Beboerne der var trætte af Yazīds hykleri og diktatur, og derfor bas de  Hussein om at komme dem til hjælp til gengæld for beskyttelse for ham og hans ledsagere. Imām Husayn sendte sin fætter til byen for at sikre sig, at beboerne talte sandt og ikke lokkede ham i en fælde. Hans fætter Muslim ibn Aqil bekræftede, at de ikke gjorde det.
Alligevel forrådte Kūfas beboere imam Husayn, da Yazīd sendte en guvernør, der var klædt i imam Husayns grønne farver, til byen. Da guvernøren Ubeydullah ibn Ziad satte sig på tronen og erklærede sig som byens guvernør eller borgmester, turde befolkningen ikke sige ham imod, og de gik i krig mod imam Husayn, der var på vej til Kūfa.

## Slaget ved Karbalā
Hæren mødte imam Husayn og hans ledsagere ved Karbalā (i det nuværende Irak), og imam Husayn blev martyr sammen med familie og venner efter dages lidelser og tørst, fordi Ubeydullāh ibn Ziads hær havde afskåret dem fra floden.
Mange tragiske hændelser plagede imam Husayn, hans ledsagere og ikke mindst deres børn. Slaget ved Karbalā mindes som en åndelig sejr over tyrannerne, og hvert år bliver der holdt sørgehøjtideligheder af shia-muslimerne for at genopfriske hændelserne og bevare moralen.
Dagen, hvor imam Hussein blev dræbt, kaldes Ashura og er den 10. dag i måneden Muharram. Ashura er en vigtig dag i den islamiske kalender.